# Dizzy, Miss Lizzy
«Dizzy, Miss Lizzy» –en español: «La mareante Srta Lizzy»– es una canción compuesta y cantada por Larry Williams en 1958. Comparte muchas similitudes con la canción de Little Richard "Good Golly Miss Molly". 
La canción ha sido interpretada en muchas ocasiones, incluyendo - la más famosa - de The Beatles en el álbum Help!, de 1965, aunque la grabación estaba prevista inicialmente para el álbum norteamericano del mismo año: Beatles VI, junto con la versión de otra canción de Larry Williams "Bad Boy", grabada por The Beatles en el mismo día. Paul McCartney ha declarado que cree que esta canción es una de las mejores grabaciones de The Beatles. Cuenta con una instrumentación fuerte, rítmica, junto con la voz de John Lennon, en particular conmovedora. La canción también apareció en una versión en vivo de Lennon en solitario con la Plastic Ono Band, en Live Peace in Toronto 1969. 
En el Reino Unido, la versión de The Beatles apareció por primera vez en el álbum Help!, mientras que en América del Norte fue incluida en The Beatles VI. Una versión en vivo aparece en el álbum The Beatles at the Hollywood Bowl, lanzado en 1977. 
La canción fue originalmente pensada por el mánager de la banda Brian Epstein, y más tarde se la presentó a Ringo Starr, baterista de la banda. Se aseguró de que la banda la grabara después, por su ritmo alegre e interesante letra. 

## Personal
- John Lennon - voz, guitarra rítmica (Rickenbacker 325c64), piano eléctrico (Höhner Pianet C).
- Paul McCartney - bajo (Höfner 500/1 63').
- George Harrison - guitarra solista (Gretsch Tennessean).
- Ringo Starr - batería (Ludwig Super Classic), cencerro.

Personal por Ian MacDonald.